# 小高加索山脈
小高加索山脈是高加索山脈中兩個主要山脈之一，與另一主要山脈大高加索山脈在蘇拉姆山脈相連後平行伸延，兩者平均相距100公里，西由科爾基斯低地所分隔，東則由庫拉河凹地所分隔。
小高加索山脈全長約600公里，是亞美尼亞高原的北部和東北部邊緣，也成為格魯吉亞、亞美尼亞、阿塞拜疆和伊朗的邊界，最高峰是海拔高度4,090米的阿拉加茨山。
格魯吉亞、土耳其、亞美尼亞、阿塞拜疆和伊朗之間的邊境穿過該山脈，儘管其峰頂通常不界定邊界。
該範圍在歷史上被稱為安提高加索或反高加索。這種用法常見於較舊的來源。目前的用法傾向於使用小高加索這個名字，但在現代文本中仍然可以找到Anticaucasus。